# Homlokzat programtervezési minta
A homlokzat programtervezési minta az objektumorientált programozásban egy gyakran használt programtervezési minta. Az elnevezés a építészetbeli homlokzat analógiáján alapul.
A homlokzat egy objektum, amely egy leegyszerűsített interfészt biztosít nagyobb kódrészhez, mint pl. egy osztálykönyvtár.
A homlokzat képes:
- egy szoftverkönyvtár használatát, megértését és tesztelését megkönnyíteni, habár a homlokzat kényelmes módszer általános feladatokra
- egy könyvtárat olvashatóbbá tenni, ugyanazon okok miatt
- csökkenteni a külső kód függőségeit a belső könyvtári munkáktól, habár a legtöbb kód használja a homlokzatot, amely nagyobb rugalmasságot biztosít a rendszer fejlesztésekor
- becsomagolja a gyengén tervezett APIk gyűjteményét egy leegyszerűsített jól tervezett API-ba (feladatonként szükséges módon)

## Használata
A Homlokzatot akkor használják, amikor valaki egy könnyebb vagy leegyszerűsített interfészt szeretne egy alatta lévő megvalósítási objektumhoz.
Máskor az adapter használható, ha a becsomagolónak figyelnie kell egy kitüntetett interfészre, és támogatnia kell a többalakú viselkedést. A díszítő lehetővé teszi, hogy hozzáadjunk, vagy módosítsuk egy interfész viselkedését futás időben.
| Minta     | Leírás                                                                                  |
| --------- | --------------------------------------------------------------------------------------- |
| Illesztő  | Egy interfészt egy másikba konvertál, azért, hogy az megfeleljen az ügyfél elvárásainak |
| Díszítő   | Dinamikusan felelősségeket ad hozzá az interfészhez becsomagolva az eredeti kódot       |
| Homlokzat | Leegyszerűsített interfészt nyújt                                                       |

Homlokzatot használnak, ha:
- le kell egyszerűsíteni a hozzáférést egy komplex rendszerhez
- a rendszer nagyon bonyolult vagy nehezen elérhető
- a rétegzett szoftver minden egyes rétegéhez kell belépési pont
- az absztrakciók és az implementációk között törékeny összefüggés van

## Struktúra
- Csomagok (angolul packages): Egymástól függetlenül tervezett programcsomagok, amiket egy egységes rendszerben kell használni.
- Homlokzat (angolul facade): A homlokzat osztály az 1-es, 2-es és 3-as csomagok egy absztrakcióját nyújtja, és elválasztja ezeket az alkalmazás többi részéből.
- Ügyfelek (angolul clients): Az objektumok a Homlokzat mintát használják az erőforrások a csomagokból való eléréséhez.

## Példák
Absztrakt példa arra, hogy a kliens ("te") hogy tud használni egy homlokzat ("számítógép") segítségével egy bonyolult rendszert (belső számítógép részek, mint pl. a processzor v. a merevlemezek).

### Java
```
/* Bonyolult részek */

class
 
CPU
 
{

    
public
 
void
 
freeze
()
 
{
 
...
 
}

    
public
 
void
 
jump
(
long
 
position
)
 
{
 
...
 
}

    
public
 
void
 
execute
()
 
{
 
...
 
}

}

class
 
Memory
 
{

    
public
 
void
 
load
(
long
 
position
,
 
byte
[]
 
data
)
 
{
 
...
 
}

}

class
 
HardDrive
 
{

    
public
 
byte
[]
 
read
(
long
 
lba
,
 
int
 
size
)
 
{
 
...
 
}

}

/* Homlokzat */

class
 
Computer
 
{

    
private
 
CPU
 
processor
;

    
private
 
Memory
 
ram
;

    
private
 
HardDrive
 
hd
;

    
public
 
Computer
()
 
{

        
this
.
processor
 
=
 
new
 
CPU
();

        
this
.
ram
 
=
 
new
 
Memory
();

        
this
.
hd
 
=
 
new
 
HardDrive
();

    
}

    
public
 
void
 
start
()
 
{

        
processor
.
freeze
();

        
ram
.
load
(
BOOT_ADDRESS
,
 
hd
.
read
(
BOOT_SECTOR
,
 
SECTOR_SIZE
));

        
processor
.
jump
(
BOOT_ADDRESS
);

        
processor
.
execute
();

    
}

}

/* Ügyfél */

class
 
You
 
{

    
public
 
static
 
void
 
main
(
String
[]
 
args
)
 
{

        
Computer
 
facade
 
=
 
new
 
Computer
();

        
facade
.
start
();

    
}

}

```

### Ruby
```
# Bonyolult részek

class
 
CPU

  
def
 
freeze
;
 
end

  
def
 
jump
(
position
);
 
end

  
def
 
execute
;
 
end

end

class
 
Memory

  
def
 
load
(
position
,
 
data
);
 
end

end

class
 
HardDrive

  
def
 
read
(
lba
,
 
size
);
 
end

end

# Homlokzat

class
 
ComputerFacade

  
def
 
initialize

    
@processor
 
=
 
CPU
.
new

    
@ram
 
=
 
Memory
.
new

    
@hd
 
=
 
HardDrive
.
new

  
end

  
def
 
start

    
@processor
.
freeze

    
@ram
.
load
(
BOOT_ADDRESS
,
 
@hd
.
read
(
BOOT_SECTOR
,
 
SECTOR_SIZE
))

    
@processor
.
jump
(
BOOT_ADDRESS
)

    
@processor
.
execute

  
end

end

# Kliens

computer_facade
 
=
 
ComputerFacade
.
new

computer_facade
.
start

```

### C#
További példák C#-ban:

#### Absztrakt minta
```
namespace
 
DesignPattern.Facade

{

    
class
 
SubsystemA

    
{

        
public
 
string
 
OperationA1
()

        
{

            
return
 
"Subsystem A, Method A1\n"
;

        
}

        
public
 
string
 
OperationA2
()

        
{

            
return
 
"Subsystem A, Method A2\n"
;

        
}

    
}

    
class
 
SubsystemB

    
{

        
public
 
string
 
OperationB1
()

        
{

            
return
 
"Subsystem B, Method B1\n"
;

        
}

        
public
 
string
 
OperationB2
()

        
{

            
return
 
"Subsystem B, Method B2\n"
;

        
}

    
}

    
class
 
SubsystemC

    
{

        
public
 
string
 
OperationC1
()

        
{

            
return
 
"Subsystem C, Method C1\n"
;

        
}

        
public
 
string
 
OperationC2
()

        
{

            
return
 
"Subsystem C, Method C2\n"
;

        
}

    
}

    
public
 
class
 
Facade

    
{

        
private
 
readonly
 
SubsystemA
 
a
 
=
 
new
 
SubsystemA
();

        
private
 
readonly
 
SubsystemB
 
b
 
=
 
new
 
SubsystemB
();

        
private
 
readonly
 
SubsystemC
 
c
 
=
 
new
 
SubsystemC
();

        
public
 
void
 
Operation1
()

        
{

            
Console
.
WriteLine
(
"Operation 1\n"
 
+

                
a
.
OperationA1
()
 
+

                
b
.
OperationB1
()
 
+

                
c
.
OperationC1
());

        
}

        
public
 
void
 
Operation2
()

        
{

            
Console
.
WriteLine
(
"Operation 2\n"
 
+

                
a
.
OperationA2
()
 
+

                
b
.
OperationB2
()
 
+

                
c
.
OperationC2
());

        
}

    
}

}

```

#### Példa kód
```
namespace
 
DesignPattern.Facade.Sample

{

    
// The 'Subsystem ClassA' class

    
class
 
CarModel

    
{

        
public
 
void
 
SetModel
()

        
{

            
Console
.
WriteLine
(
" CarModel - SetModel"
);

        
}

    
}

    
/// <summary>

    
/// The 'Subsystem ClassB' class

    
/// </summary>

    
class
 
CarEngine

    
{

        
public
 
void
 
SetEngine
()

        
{

            
Console
.
WriteLine
(
" CarEngine - SetEngine"
);

        
}

    
}

    
// The 'Subsystem ClassC' class

    
class
 
CarBody

    
{

        
public
 
void
 
SetBody
()

        
{

            
Console
.
WriteLine
(
" CarBody - SetBody"
);

        
}

    
}

    
// The 'Subsystem ClassD' class

    
class
 
CarAccessories

    
{

        
public
 
void
 
SetAccessories
()

        
{

            
Console
.
WriteLine
(
" CarAccessories - SetAccessories"
);

        
}

    
}

    
// The 'Facade' class

    
public
 
class
 
CarFacade

    
{

        
private
 
readonly
 
CarAccessories
 
accessories
;

        
private
 
readonly
 
CarBody
 
body
;

        
private
 
readonly
 
CarEngine
 
engine
;

        
private
 
readonly
 
CarModel
 
model
;

        
public
 
CarFacade
()

        
{

            
accessories
 
=
 
new
 
CarAccessories
();

            
body
 
=
 
new
 
CarBody
();

            
engine
 
=
 
new
 
CarEngine
();

            
model
 
=
 
new
 
CarModel
();

        
}

        
public
 
void
 
CreateCompleteCar
()

        
{

            
Console
.
WriteLine
(
"******** Creating a Car **********"
);

            
model
.
SetModel
();

            
engine
.
SetEngine
();

            
body
.
SetBody
();

            
accessories
.
SetAccessories
();

            
Console
.
WriteLine
(
"******** Car creation is completed. **********"
);

        
}

    
}

    
// Facade pattern demo

    
class
 
Program

    
{

        
static
 
void
 
Main
(
string
[]
 
args
)

        
{

            
var
 
facade
 
=
 
new
 
CarFacade
();

            
facade
.
CreateCompleteCar
();

            
Console
.
ReadKey
();

        
}

    
}

}

```

## Fordítás
Ez a szócikk részben vagy egészben  a   Facade pattern című angol Wikipédia-szócikk fordításán alapul.  Az eredeti cikk szerkesztőit annak laptörténete sorolja fel. Ez a jelzés csupán a megfogalmazás eredetét és a szerzői jogokat jelzi, nem szolgál a cikkben szereplő információk forrásmegjelöléseként.